# جامعة سوكا
جامعة سوكا (بالإنجليزية: Soka University)‏ هي جامعة خاصة في اليابان تأسست عام 1969. تقع في مدينة هاتشيأوجي، طوكيو.

## إحصائيات
يبلغ عدد طلاب الجامعة 8143 طالب.

## وصلات خارجية
- الموقع الإلكتروني